# Mulciber strandi
Mulciber strandi là một loài bọ cánh cứng trong họ Cerambycidae.